# Jean Ann Larson
Jean Ann Larson é uma matemática estadunidense, professora da Universidade da Flórida, que pesquisa a história da matemática. É especialista em teoria dos conjuntos, historiadora da lógica matemática.
Foi a primeira mulher a obter um doutorado em matemática no Dartmouth College, conhecida por suas pesquisas em combinatória infinitária e teoria dos espaços lineares.

## Carreira
Larson graduou-se na Universidade da Califórnia em Berkeley em 1968. Obteve um Ph.D. no Dartmouth College em 1972, orientada por James Earl Baumgartner, onde foi a primeira mulher um doutorado em matemática.
Foi E. R. Hedrick Assistant Professor na Universidade da Califórnia em Los Angeles de 1972 a 1974. Foi desde 1974 afiliada à Universidade da Flórida, onde foi promovida a professora plena em 1987.